# Wadim Ruban
Wadim Nikołajewicz Ruban, ros. Вадим Николаевич Рубан (ur. 13 czerwca 1964) – rosyjski szachista, arcymistrz od 1991 roku.

## Kariera szachowa
Znaczące sukcesy zaczął odnosić pod koniec lat 80. XX wieku. W 1988 r. zwyciężył (wspólnie z Ratmirem Chołmowem) w rozegranym w Woroneżu finale mistrzostw RFSRR, natomiast w 1989 r. podzielił II m. w Podolsku (za Maksimem Sorokinem, wspólnie z Jurijem Jakowiczem, Elmarem Məhərrəmovem i Jurijem Kruppą). W 1990 r. zwyciężył w Soczi (memoriał Michaiła Czigorina) oraz w Miszkolcu (wspólnie z Péterem Lukácsem), w 1991 r. zajął I m. w Anapie, podzielił IV-IX m. (za Artaszesem Minasjanem, Elmarem Məhərrəmovem i Władimirem Jepiszynem, wspólnie z m.in. Wiktorem Bołoganem i Aleksiejem Wyżmanawinem) w ostatnim finale mistrzostw Związku Radzieckiego oraz zajął II m. (za Michaiłem Ułybinem) w Santa Clarze. W 1992 r. zwyciężył w Nørresundby, a w 1995 r. podzielił II m. (za Walerijem Filippowem, wspólnie z Leondem Judasinem i Andriejem Charłowem) w Kemerowie. Od 1997 r. nie uczestniczy w turniejach klasyfikowanych przez Międzynarodową Federację Szachową.
Najwyższy ranking w karierze osiągnął 1 stycznia 1993 r., z wynikiem 2595 punktów dzielił wówczas 55-60. miejsce na światowej liście FIDE, jednocześnie zajmując 14. miejsce wśród rosyjskich szachistów.